# Mirosława Żak
Mirosława Żak (ur. 16 czerwca 1982 w Radzionkowie) – polska aktorka filmowa i teatralna.
Absolwentka Państwowej Wyższej Szkoły Teatralnej w Krakowie. Aktorka Teatru Dramatycznego w Wałbrzychu.
W 2010 roku wydała album „Bez odpowiedzi” z poezją śpiewaną.

## Filmografia

### Film
- 2005: Karol. Człowiek, który został papieżem
- 2007: Benek
- 2008: Konferencja

### Serial
- 1997: Klan jako Psycholog
- 1999: Na dobre i na złe jako córka Marka Terleckiego
- 2004-2006: Pensjonat pod Różą jako Beata Rajzer
- 2009-2010: Majka jako Beata Zięba

## Ważniejsze role teatralne
- Gra snów jako córka Indry (reż. Bogdan Hussakowski)
- Skaza jako Mat (reż. Ewa Wyskoczyl)
- Sen nocy letniej jako Helena (reż. Jacek Jabrzyk)